# Robert Powell (Schauspieler)
Robert Powell (* 1. Juni 1944 in Salford, Greater Manchester) ist ein britischer Schauspieler.

## Leben und Karriere
Robert Powell wurde als jüngster von zwei Söhnen eines Maschinenbauingenieurs und einer Hausfrau in Salford geboren. Sein Bruder Harry ist um drei Jahre älter als er. Powell besuchte die Manchester Grammar School. Sein Klassenkamerad war ein gewisser Krishna Pandit Bhanji, der später als Ben Kingsley weltberühmt werden sollte.
Mit 20 Jahren begann er seine Schauspielkarriere, während er noch die University of Manchester besuchte. 1967 folgte sein Kinodebüt in Peter Yates Robbery, und zwei Jahre später folgte eine kleinere Rolle in Peter Collinsons Charlie staubt Millionen ab. Einer der künstlerischen Höhepunkte seiner Filmkarriere und zugleich eine seiner ersten Kino-Hauptrollen war seine Darstellung des Komponisten Gustav Mahler in dem Film Mahler (1973) von Ken Russell.
Der internationale Ruhm erfolgte, als er 1977 die Titelrolle in Franco Zeffirellis Jesus von Nazareth annahm, eine Rolle, die für den 33-Jährigen eine Herausforderung darstellte. Um sich darauf vorzubereiten, zog er sich mehrere Monate vor Drehbeginn in ein Kloster zurück, um die Ruhe und Gelassenheit Christi glaubwürdig darzustellen. Zuerst war es Ian McShane, der Jesus darstellen sollte, Robert Powell sollte Judas verkörpern. Doch nach einigen Szenen, die bereits gedreht waren, fand Franco Zeffirelli: „Wenn Judas solche Augen gehabt hätte, welche Präsenz hätte dann erst Christus gehabt.“ Die Rollen wurden getauscht. Produzent Lew Grade verlangte sogar von Powell, dass er sich von seiner Frau scheiden lassen solle, da auch Christus ledig war, er lehnte jedoch ab.
Powell hat nie der Wunsch gepackt, eine Karriere in Hollywood zu suchen, er wollte in Großbritannien bleiben. Nach dem Erfolg von Jesus von Nazareth spielte Powell die Hauptrolle des Richard Hannay in der John-Buchan-Verfilmung Die 39 Stufen (1978), die es allerdings nach Ansicht der meisten Kritiker nicht mit der Hitchcock-Verfilmung von 1935 aufnehmen konnte, und verkörperte diesen Charakter Ende der 1980er-Jahre nochmals in einer kurzlebigen Fernsehserie. 1981 folgte die Hauptrolle als Captain Keller im australischen Mystery-Thriller The Survivor. Auch war er in einigen Krimis und Thrillern in der Schurkenrolle zu sehen. Seit Mitte der 1980er-Jahre spielt er vor allem Theater und spielte mehr in Fernsehproduktionen als in Kinofilmen. Von 2005 bis 2011 spielte er in der britischen Krankenhausserie Holby City die Rolle des Mark Williams.
Am 29. August 1975 heiratete Powell Barbara Lord, mit der er bis heute verheiratet ist. Die beiden haben zwei Kinder, Barney (* 23. November 1977) und Kate (* 1979).

## Filmografie (Auswahl)
- 1967: Millionen-Raub (Robbery)
- 1967: Die Herrin von Thornhill (Far from the Madding Crowd)
- 1969: Charlie staubt Millionen ab (The Italian Job)
- 1972: Asylum
- 1973: Experiments (The Asphyx)
- 1973–1974: Thriller (Fernsehserie, 2 Folgen)
- 1974: Mahler
- 1975: Tommy
- 1976: Jenseits von Gut und Böse (Al di là del bene e del male)
- 1977: Jesus von Nazareth (Gesù di Nazareth, Miniserie)
- 1978: Die 39 Stufen (The Thirty Nine Steps)
- 1980: Harlekin (Harlequin)
- 1980: Jane Austen in Manhattan
- 1981: Survivor (The Survivor)
- 1982: Der Glöckner von Notre-Dame (The Hunchback of Notre Dame, Fernsehfilm)
- 1982: Imperativ
- 1983: Agenten sterben zweimal (The Jigsaw Man)
- 1983: Das Geheimnis der Phantomhöhlen (The Secret of the Phantom Caverns)
- 1984: Seelenlos – Ein Mann spielt Gott (Frankenstein, Fernsehfilm)
- 1986: Shaka Zulu (Miniserie, 10 Folgen)
- 1986: Verschollen im Dschungel (Laggiù nella giungla)
- 1987: Die Sünden des D’Annunzio (D’Annunzio)
- 1990: Das lange Gespräch mit dem Vogel (Fernsehfilm)
- 1991: Im ersten Kreis der Hölle (The First Circle, Fernsehfilm)
- 1992: Chunuk Bair – Hügel des Todes (Chunuk Bair)
- 1993: The Mystery of Edwin Drood
- 1993–1997: The Detectives (Fernsehserie, 31 Folgen)
- 2004: Agatha Christie’s Marple (Fernsehserie, Folge Mord im Pfarrhaus)
- 2005: Colour Me Kubrick: A True...ish Story
- 2005–2011: Holby City (Fernsehserie, 249 Folgen)
- 2013: Die Bibel (The Bible) (Miniserie, Stimme)